# Lipica, Sežana
Lipica este o localitate din comuna Sežana, Slovenia, cu o populație de 93 de locuitori.